# Lincoln County (Washington)
Lincoln County je okres ve státě Washington ve Spojených státech amerických. K roku 2010 zde žilo 10 570 obyvatel. Správním městem okresu je Davenport. Celková rozloha okresu činí 6 061 km².